# New Men
New Men là EP thứ 9 của nhóm nhạc nam Hàn Quốc BTOB. EP này được phát hành vào ngày 7 tháng 11 năm 2016. Bài hát chủ đề, "I'll Be Your Men", được sử dụng để quảng bá album.

## Bối cảnh và phát hành
Vào ngày 14 tháng 10 năm 2016, công ty chủ quản của nhóm đăng tải thông tin trang các trang mạng rằng BTOB đang chuẩn bị trở lại sân khấu với một bài hát nhạc dance sau hai năm với ballad. Tới ngày 3 tháng 11, những hình ảnh đầu tiên về bìa album cũng như danh sách bài hát được đăng tải và đồng thời xác định ngày phát hành của EP là 7 tháng 11 năm 2016. Từ ngày 31 tháng 10 đến 3 tháng 11 năm 2016, hình ảnh các thành viên trong đợt trở lại lần này cùng với teaser các bài hát có trong EP được đăng tải trên trang mạng chính thức của nhóm. Ngày 4 tháng 11 năm 2016, teaser của bài hát chủ đề được đăng tải trên trang Youtube chính thức của nhóm.
Vào lúc 00:00 (KST) ngày 9 tháng 11, EP được phát hành trên các trang nghe nhạc số, phiên bản đĩa cứng cũng được phát hành cùng ngày.

## Quảng bá
BTOB bắt đầu kế hoạch quảng bá cho EP này bằng sân khấu trở lại trên Mnet M! Countdown vào ngày 10 tháng 11 năm 2016. Nhóm cũng đã quảng bá cho đĩa đơn này tại các sân khấu Music Bank, Music Core và Inkigayo.

## Danh sách bài hát
※ In đậm là bài hát chủ đề.
| STT              | Nhan đề                                                 | Phổ lời                                                                            | Phổ nhạc                               | Arrangement                            | Thời lượng |
| ---------------- | ------------------------------------------------------- | ---------------------------------------------------------------------------------- | -------------------------------------- | -------------------------------------- | ---------- |
| 1.               | "New Men"                                               | Lim Hyun-sik                                                                       | Lim Hyun-sik                           | Lim Hyun-sik                           | 01:31      |
| 2.               | "Pray (I'll Be Your Man)" (기도)                        | Im Hyun-sik Lee Minhyuk Peniel Jung Il-hoon                                        | Im Hyun-sik EDEN Nathan                | Im Hyun-sik EDEN Nathan                | 03:39      |
| 3.               | "Love Drunk" (취해)                                     | Jung Il-hoon IL                                                                    | Jung Il-hoon IL                        | Jung Il-hoon IL                        | 03:37      |
| 4.               | "Boring (Please Send A Poke To Me)" (무료해 (콕 To Me)) | Son Young-jin Jo Seung-ho Kang Dong-ha Jung Il-hoon Lee Minhyuk Peniel             | Son Young-jin Jo Seung-ho Kang Dong-ha | Son Young-jin Jo Seung-ho Kang Dong-ha | 03:15      |
| 5.               | "Yes I Am"                                              | Ferdy Jo Seung-ho Jung Il-hoon Lee Minhyuk Peniel                                  | Ferdy Jo Seung-ho                      | Ferdy Jo Seung-ho                      | 03:30      |
| 6.               | "Come To Play" (놀러와)                                 | Jung Il-hoon IL Lee Min-hyuk Peniel                                                | Jung Il-hoon IL Black                  | Jung Il-hoon IL                        | 03:32      |
| 7.               | "I Love You Forever" (예지앞사)                         | Seo Eunkwang Lee Minhyuk Lee Changsub Im Hyun-sik Peniel Jung Il-hoon Yook Sungjae | Kairos Jesper Borgen                   | Kairos Jesper Borgen Wes Koz           | 03:55      |
| Tổng thời lượng: | Tổng thời lượng:                                        | Tổng thời lượng:                                                                   | Tổng thời lượng:                       | Tổng thời lượng:                       | 23:01      |

## Xếp hạng
| Bảng xếp hạng                      | Vị trí cao nhất |
| ---------------------------------- | --------------- |
| Bảng xếp hạng album tuần của Gaon  | 4               |
| Bảng xếp hạng album tháng của Gaon | 7               |
| Bảng xếp hạng album năm của Gaon   | 61              |

### Doanh số và chứng nhận
| Nhà cung cấp (2016)         | Số lượng |
| --------------------------- | -------- |
| Bảng xếp hạng đĩa cứng Gaon | 47.847+  |